# Euphorbia pseudosimplex
Euphorbia pseudosimplex là một loài thực vật có hoa trong họ Đại kích. Loài này được Bruyns mô tả khoa học đầu tiên năm 2006.